# Ramir I d'Aragó
Ramir I d'Aragó   (Oibar, 1008 (Gregorià) - Graus, 8 de maig de 1063) és considerat historiogràficament com a primer rei d'Aragó (1035-1063), i comte de Ribagorça i Sobrarb (1043-1063). Era fill il·legítim del rei Sanç Garcés III de Pamplona. Ramir, en realitat, no s'intitulà rei, ni l'antic comtat d'Aragó esdevingué regne.

## Orígens familiars
Ramir era fill il·legítim del rei Sanç III de Pamplona «el Gran» i d'una jove criada anomenada Sança d'Aibar. El seu origen il·legítim és conegut gràcies a una història, en la qual Ramir és l'únic dels fills de Sanç III de Pamplona que ajuda a la seva esposa legítima, Múnia I de Castella. Ella, complaguda, l'adopta com a fill seu i el legitima.
|  |                                 |  |  |  |  |  |  |  |  |  |  |  |  |  |  |  |
|  | 16. Garcia I de Pamplona        |  |  |  |  |  |  |  |  |  |  |  |  |  |  |  |
|  |                                 |  |  |  |  |  |  |  |  |  |  |  |  |  |  |  |
|  |                                 |  |  |  |  |  |  |  |  |  |  |  |  |  |  |  |
|  | 8. Sanç II Pamplona             |  |  |  |  |  |  |  |  |  |  |  |  |  |  |  |
|  |                                 |  |  |  |  |  |  |  |  |  |  |  |  |  |  |  |
|  |                                 |  |  |  |  |  |  |  |  |  |  |  |  |  |  |  |
|  | 17. Andregot Galindes d'Aragó   |  |  |  |  |  |  |  |  |  |  |  |  |  |  |  |
|  |                                 |  |  |  |  |  |  |  |  |  |  |  |  |  |  |  |
|  |                                 |  |  |  |  |  |  |  |  |  |  |  |  |  |  |  |
|  | 4. Garcia II de Pamplona        |  |  |  |  |  |  |  |  |  |  |  |  |  |  |  |
|  |                                 |  |  |  |  |  |  |  |  |  |  |  |  |  |  |  |
|  |                                 |  |  |  |  |  |  |  |  |  |  |  |  |  |  |  |
|  | 18. Ferran González de Castella |  |  |  |  |  |  |  |  |  |  |  |  |  |  |  |
|  |                                 |  |  |  |  |  |  |  |  |  |  |  |  |  |  |  |
|  |                                 |  |  |  |  |  |  |  |  |  |  |  |  |  |  |  |
|  | 9. Urraca de Castella           |  |  |  |  |  |  |  |  |  |  |  |  |  |  |  |
|  |                                 |  |  |  |  |  |  |  |  |  |  |  |  |  |  |  |
|  |                                 |  |  |  |  |  |  |  |  |  |  |  |  |  |  |  |
|  | 19. Sança de Pamplona           |  |  |  |  |  |  |  |  |  |  |  |  |  |  |  |
|  |                                 |  |  |  |  |  |  |  |  |  |  |  |  |  |  |  |
|  |                                 |  |  |  |  |  |  |  |  |  |  |  |  |  |  |  |
|  | 2. Sanç III de Pamplona         |  |  |  |  |  |  |  |  |  |  |  |  |  |  |  |
|  |                                 |  |  |  |  |  |  |  |  |  |  |  |  |  |  |  |
|  |                                 |  |  |  |  |  |  |  |  |  |  |  |  |  |  |  |
|  | 20. ?                           |  |  |  |  |  |  |  |  |  |  |  |  |  |  |  |
|  |                                 |  |  |  |  |  |  |  |  |  |  |  |  |  |  |  |
|  |                                 |  |  |  |  |  |  |  |  |  |  |  |  |  |  |  |
|  | 10. Ferran Bermúdez             |  |  |  |  |  |  |  |  |  |  |  |  |  |  |  |
|  |                                 |  |  |  |  |  |  |  |  |  |  |  |  |  |  |  |
|  |                                 |  |  |  |  |  |  |  |  |  |  |  |  |  |  |  |
|  | 21. ?                           |  |  |  |  |  |  |  |  |  |  |  |  |  |  |  |
|  |                                 |  |  |  |  |  |  |  |  |  |  |  |  |  |  |  |
|  |                                 |  |  |  |  |  |  |  |  |  |  |  |  |  |  |  |
|  | 5. Ximena Fernández             |  |  |  |  |  |  |  |  |  |  |  |  |  |  |  |
|  |                                 |  |  |  |  |  |  |  |  |  |  |  |  |  |  |  |
|  |                                 |  |  |  |  |  |  |  |  |  |  |  |  |  |  |  |
|  | 22. ?                           |  |  |  |  |  |  |  |  |  |  |  |  |  |  |  |
|  |                                 |  |  |  |  |  |  |  |  |  |  |  |  |  |  |  |
|  |                                 |  |  |  |  |  |  |  |  |  |  |  |  |  |  |  |
|  | 11. Elvira Díaz                 |  |  |  |  |  |  |  |  |  |  |  |  |  |  |  |
|  |                                 |  |  |  |  |  |  |  |  |  |  |  |  |  |  |  |
|  |                                 |  |  |  |  |  |  |  |  |  |  |  |  |  |  |  |
|  | 23. ?                           |  |  |  |  |  |  |  |  |  |  |  |  |  |  |  |
|  |                                 |  |  |  |  |  |  |  |  |  |  |  |  |  |  |  |
|  |                                 |  |  |  |  |  |  |  |  |  |  |  |  |  |  |  |
|  | 1. Ramir I d'Aragó              |  |  |  |  |  |  |  |  |  |  |  |  |  |  |  |
|  |                                 |  |  |  |  |  |  |  |  |  |  |  |  |  |  |  |
|  |                                 |  |  |  |  |  |  |  |  |  |  |  |  |  |  |  |
|  | 24. ?                           |  |  |  |  |  |  |  |  |  |  |  |  |  |  |  |
|  |                                 |  |  |  |  |  |  |  |  |  |  |  |  |  |  |  |
|  |                                 |  |  |  |  |  |  |  |  |  |  |  |  |  |  |  |
|  | 12. ?                           |  |  |  |  |  |  |  |  |  |  |  |  |  |  |  |
|  |                                 |  |  |  |  |  |  |  |  |  |  |  |  |  |  |  |
|  |                                 |  |  |  |  |  |  |  |  |  |  |  |  |  |  |  |
|  | 25. ?                           |  |  |  |  |  |  |  |  |  |  |  |  |  |  |  |
|  |                                 |  |  |  |  |  |  |  |  |  |  |  |  |  |  |  |
|  |                                 |  |  |  |  |  |  |  |  |  |  |  |  |  |  |  |
|  | 6. ?                            |  |  |  |  |  |  |  |  |  |  |  |  |  |  |  |
|  |                                 |  |  |  |  |  |  |  |  |  |  |  |  |  |  |  |
|  |                                 |  |  |  |  |  |  |  |  |  |  |  |  |  |  |  |
|  | 26. ?                           |  |  |  |  |  |  |  |  |  |  |  |  |  |  |  |
|  |                                 |  |  |  |  |  |  |  |  |  |  |  |  |  |  |  |
|  |                                 |  |  |  |  |  |  |  |  |  |  |  |  |  |  |  |
|  | 13. ?                           |  |  |  |  |  |  |  |  |  |  |  |  |  |  |  |
|  |                                 |  |  |  |  |  |  |  |  |  |  |  |  |  |  |  |
|  |                                 |  |  |  |  |  |  |  |  |  |  |  |  |  |  |  |
|  | 27. ?                           |  |  |  |  |  |  |  |  |  |  |  |  |  |  |  |
|  |                                 |  |  |  |  |  |  |  |  |  |  |  |  |  |  |  |
|  |                                 |  |  |  |  |  |  |  |  |  |  |  |  |  |  |  |
|  | 3. Sança d'Aybar                |  |  |  |  |  |  |  |  |  |  |  |  |  |  |  |
|  |                                 |  |  |  |  |  |  |  |  |  |  |  |  |  |  |  |
|  |                                 |  |  |  |  |  |  |  |  |  |  |  |  |  |  |  |
|  | 28. ?                           |  |  |  |  |  |  |  |  |  |  |  |  |  |  |  |
|  |                                 |  |  |  |  |  |  |  |  |  |  |  |  |  |  |  |
|  |                                 |  |  |  |  |  |  |  |  |  |  |  |  |  |  |  |
|  | 14. ?                           |  |  |  |  |  |  |  |  |  |  |  |  |  |  |  |
|  |                                 |  |  |  |  |  |  |  |  |  |  |  |  |  |  |  |
|  |                                 |  |  |  |  |  |  |  |  |  |  |  |  |  |  |  |
|  | 29. ?                           |  |  |  |  |  |  |  |  |  |  |  |  |  |  |  |
|  |                                 |  |  |  |  |  |  |  |  |  |  |  |  |  |  |  |
|  |                                 |  |  |  |  |  |  |  |  |  |  |  |  |  |  |  |
|  | 7. ?                            |  |  |  |  |  |  |  |  |  |  |  |  |  |  |  |
|  |                                 |  |  |  |  |  |  |  |  |  |  |  |  |  |  |  |
|  |                                 |  |  |  |  |  |  |  |  |  |  |  |  |  |  |  |
|  | 30. ?                           |  |  |  |  |  |  |  |  |  |  |  |  |  |  |  |
|  |                                 |  |  |  |  |  |  |  |  |  |  |  |  |  |  |  |
|  |                                 |  |  |  |  |  |  |  |  |  |  |  |  |  |  |  |
|  | 15. ?                           |  |  |  |  |  |  |  |  |  |  |  |  |  |  |  |
|  |                                 |  |  |  |  |  |  |  |  |  |  |  |  |  |  |  |
|  |                                 |  |  |  |  |  |  |  |  |  |  |  |  |  |  |  |
|  | 31. ?                           |  |  |  |  |  |  |  |  |  |  |  |  |  |  |  |
|  |                                 |  |  |  |  |  |  |  |  |  |  |  |  |  |  |  |
|  |                                 |  |  |  |  |  |  |  |  |  |  |  |  |  |  |  |

## Matrimoni, amistançades i descendents
- Amistançada Amunya.
  - 1. Sanç Ramires, morí en 1117, fill il·legítim.
- 1036. ∞ Ermessenda de Bigorra, filla de Bernat I de Foix i Garsenda de Bigorra; 22 d'agost de 1036, Jaca
  - 2. l'infant Sanç Ramires (1042-1094), rei dels aragonesos i dels pamplonesos
  - 3. la infanta Teresa Ramires (1037-?), casada amb Guillem Beltran I de Provença y Toulouse.
  - 4. la infanta Sança Ramires (1045-1073), casada el 1065 amb el comte Ermengol III d'Urgell
  - 5. l'infant Garcia Ramires (1047-1186), bisbe d'Aragó i bisbe de Pamplona
  - 6. la infanta Urraca Ramires, religiosa a Santa Cruz de la Serós (?-1078)
- 1054. ∞ Agnès (1025-1097). Amb la seva segona muller no tingué descendència. Agnès era filla de Guillem V d'Aquitània i d'Agnès de Mâcon-Borgonya.

## Biografia

### 1035. De Matidero a Vadoluengo. Regne d'Aragó?

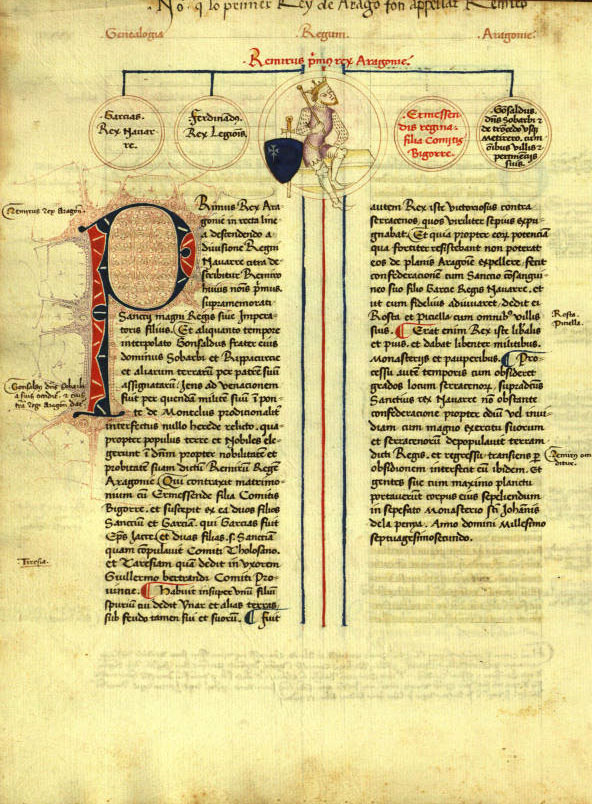
A la Genealogia regum Navarrae et Aragoniae et comitum Barchinonae (1380) es considerava que Ramir fou el primer rei d'Aragó «Remirus primus rex Aragonie», malgrat que en realitat això no sigui cert

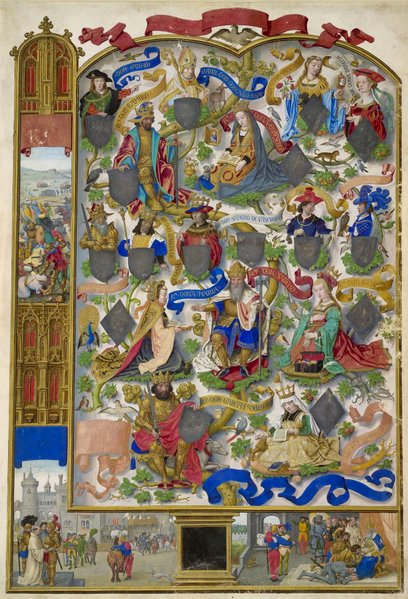
En aquesta genealogia dels reis aragonesos del Ramir I té un lloc prominent.

El 1035 el rei Sanç Garcés III de Pamplona «el Major» donà el seu regne patrimonial, el regne de Pamplona, al seu fill Garcia Sanxes III de Pamplona, que va esdevenir d'aquesta manera el successor al tron navarrès. Al seu fill Gonçal I de Ribagorça li donà els territoris que havia conquerit en vida seva, els comtats de Ribagorça i Sobrarb, mentre que Ferran I de Castella ja havia rebut el 1029 el comtat de Castella del seu oncle García.
Quedava pendent però el seu fill il·legítim Ramir. Aquest va rebre les terres compreses entre les viles de Matidero a Vadoluengo «Facta carta donationis quod ego Sanciu, gratia Dei rex, dono terra mea tibi filio meo Ranimiro, ed est de Matirero usque Vadumlongum ab omni integritate», conjunt de terres que es corresponen aproximadament a l'antic comtat d'Aragó de 925. Però com que aquestes terres entre Matidero a Vadoluengo eren terres patrimonials de la dinastia reial pamplonesa, és a dir, eren terra regis, tan sols li foren donades en feu i amb l'obligació de jurar fidelitat al seu germà el rei de Pamplona Garcia Sanxes III.
La historiografia secular havia interpretat de manera simplificada que arran del testament del rei Sanç Garcés III de Pamplona «el Major» el Regne de Pamplona s'havia dividit i s'havien creat els regnes independents de Castella, de Ribagorça-Sobrarbre i d'Aragó. Però l'historiador aragonès Antonio Ubieto Arteta es mostrà en desacord amb aquesta interpretació del testament de 1035 segons la qual s'havien creat aquests tres regnes independents. Segons Ubieto, Sanç Garcés III de Pamplona mai no dividí el Regne de Pamplona entre els seus fills, sinó que tan sols concedí parts territorials d'aquest regne als seus fills a fi que els governessin, però sempre sota l'obediència del seu germà i rei Garcia Sanxes III de Pamplona, que fou qui ostentà la potestas (poder) reial. Aquesta interpretació suposà l'obertura d'un intens debat amb el també historiador aragonès Antonio Durán Gudiol, partidari de la interpretació tradicional, debat que han continuat després altres historiadors partidaris d'una o altra corrent, i que s'articula a l'entorn del concepte de reialesa de la Dinastia Ximena i de la categoria jurídica de regne.
L'historiador Roberto Viruete Erdozáin assenyala en primer lloc que Ramir sí que va rebre efectivament l'honor (propietat), però no de l'antic comtat d'Aragó del 925, sinó d'un espai geogràfic comprès entre les viles de Matidero i Vadoluengo; aquest conjunt territorial s'aproxima bastant a l'antic comtat d'Aragó, però en rebre aquestes terres, no se les denomina comtat d'Aragó, ni a Ramir se l'anomena Comte d'Aragó.
L'historiador Roberto Viruete Erdozáin assenyala que Ramir mai no va rebre la dignitat (títol) reial, que ostentà el seu germà el rei de Pamplona; és per això que Ramir sempre adoptà títols alternatius de l'estil «Ramir, fill del rei Sanç» (Ranimirus Sancioni regis filius), però mai s'intitulà obertament com a rei, doncs això hauria significat traïció contra el seu germà i legítim rei Garcia Sanxes III de Pamplona. Això no obsta perquè en documents no expedits per ell mateix en persona, se l'anomeni rex, seguint la tradició pamplonesa d'anomenar rei als fills del rei, encara que aquests no ho siguin. Altres denominacions que s'empraren foren la de quasi pro rege o regulus, però Ramir en persona mai no s'intitulà rei. Paral·lelament, s'ha demostrat que aquells documents on apareix Ramir titulant-se com a rei són en realitat falsificacions, majoritàriament fetes per monestirs aragonesos que buscaven justificar amb aquests documents falsos prevendes i privilegis que en realitat mai no van rebre. Altres falsificacions procedeixen del moment de la successió de Ramir II d'Aragó, quan aquest casà la seva filla amb el comte de Barcelona Ramon Berenguer IV i que tenien per objectiu justificar les aspiracions castellanes al tron navarro-aragonès. Això no obstant però, la historiografia de l'edat mitjana sí que va considerar, partint de l'esdevenir dels esdeveniments futurs que menaren finalment en la creació del regne d'Aragó, que Ramir fos considerat com el primer rei d'Aragó, encara que en la realitat això no sigui cert.
Finalment l'historiador Roberto Viruete Erdozáin assenyala que malgrat que Ramir no va rebre del seu pare la potestas (poder), en termes pràctics sí que l'exercí, ja que aconseguí el suport dels barons que el reconegueren com al seu sobirà i senyor en aquelles terres, és a dir, fou ell qui, a més de tenir l'honor (propietat) del territori, fou ell qui el governà efectivament amb el concurs dels barons.
L'historiador Roberto Viruete Erdozáin conclou doncs que Ramir I va rebre l'honor (propietat) total d'un espai territorial comprès entre les viles de Matidero i Vadoluengo, no de l'antic comtat d'Aragó. Aquestes terres que estaven integrades dins del regne de Pamplona. En rebre aquestes terres, Ramir I fa fer-ne jurament i homenatge, restant subordinat i devent obediència al seu germà el rei Garcia Sanxes III de Pamplona, que era qui tenia la potestas (poder) sobre tots els territoris del seu difunt pare. Les terres entre Matidero a Vadoluengo es veieren dotades d'aquesta manera d'una estructura política pròpia dirigida per Ramir I, lligat mitjançant un pacte de feudo-vassallàtic al seu germà el rei de Pamplona.
Així, malgrat que les terres entre Matidero i Vadoluengo no esdevingueren el 1035 un regne jurídicament independent del Regne de Pamplona, malgrat que Ramir I no va rebre del seu pare la potestas (poder) per governar-les, i malgrat que Ramir I no s'intitulà mai rei, l'historiador Roberto Viruete considera que, donat que Ramir va rebre l'honor (propietat) d'aquelles terres, donat que en la pràctica Ramir I va governar-les exercint la potestas (poder), i donat que els seus successors li atorgaren la dignitat (títol) del rei, i així el consideraren els seus barons, en termes historiogràfics sí que es pot considerar a Ramir I com rei i, per tant, i arran d'aquesta consideració, sí que es pot definir a les terres governades per ell entre Matidero i Vadoluengo com a regne, o regne d'Aragó.
Això no obstant però, cal tenir en compte allò assenyalat per l'historiador Antonio Ubieto, i és que la dignitat (títol) que adoptaren majoritàriament els successors de Ramir I fou la de «rex Aragonensium», que traduït correctament no vol dir Rei d'Aragó (unes terres), sinó Rei dels aragonesos.

## La Batalla de Tafalla
El 1043 fou derrotat pel seu germanastre Garcia Sanxes III de Pamplona a la batalla de Tafalla, la qual cosa permeté a Navarra apoderar-se d'algunes terres aragoneses i afeblir el poder aragonès.

### El domini dels comtats de Sobrarbe i Ribagorça
El seu germà més petit Gonçal I de Ribagorça, que regia les rendes reials al Comtat de Ribagorça i Sobrarb, va transferir els drets a Ramir I. A la seva mort el 1043 Ramir va esdevenir també sobirà d'aquests dos territoris.

### La Batalla de Graus i la mort del rei Ramir
El 1063 es va lliurar la batalla de Graus entre les forces de Ramir I i les tropes musulmanes de l'Emirat de Saraqusta d'Ahmed I ben Sulaiman al-Muktadir, que comptaven amb el suport del Regne de Castella comandats per l'Infant Sanç. Durant la batalla Ramir I d'Aragó fou mort. La batalla també és recordada per ser la primera de Rodrigo Díaz de Vivar, que amb 20 anys lluitava al costat dels castellans i musulmans.

## Títols i successors
Gran part de la documentació relativa a Ramir I d'Aragó són falsificacions. Actualment es calcula que aproximadament un 40% de la documentació feta en nom de Ramir I són en realitat falsificacions per tal de legitimar prevendes i donacions a monestirs aragonesos. Tals falsificacions afecten, i es detecten en part, pel títol fals de rex amb què s'autotila Ramir. Això no s'ha de confondre amb el qualificatiu de rex que els donaren a Ramir a la part del Regnante i que equival a la de governant. De la mateixa manera, tampoc denomina a les seves terres com a regne d'Aragó, sinó que parla de «terra mea», «terra», citant tan sols un cop la paraula «Aragone», sense denominar-lo en cap cas regne, en el testament de 1159, i ni esmentar-lo cap cop en el testament de 1161; i de la mateixa manera, tampoc parla ni de comtats, ni de regne de Sobrabre i Ribagorça.
- A 1035: ego Ranimirus, prolis Sancioni regis[1]
- A 1036: Ego Ranimirus, gratia Dei prolis Sancioni regis (...) Regnante impertore Ueremundo in Leione, et comite Ferdinando in Castella, et rex Garsea in Pamplino, et rex Ranimirus in Aragone, et rex Gundesalbus in Ripacorça[2]
- A 1046: Ego Ranimirus Sancioni regis filius (...) Regnante Domino nostro Ihesu Christo et sub eius imperium ego prefatus Ranimirus Sancioni regis filius in Aragone et in Superarbi seu in Ripacurça[3]
- A 1058: Ego Ranimirus, Sancioni regis filius (...) Regnante predictus rex Ranimirus in Aragone et in Superarbi sibe in Ripacurça[4]
- A 1062: Ego Ranimirus, Sancioni regis filius (...) Regnante Domino nostro Ihesu Christo et sub eius imperium ego prafatus Radimirus in Aragone et in Suprarbi seu in Ripacurza[5]

- DOCUMENT FALSIFICAT: A 1035: Ego rex Ranimirus (...) Regnante me rex Ranimirus in Aragone et in Suprarbi et in Ripacurcia. [Signum][6]
- DOCUMENT FALSIFICAT: A 1042: ego Ranimirus gratia Dei rex[7]
- DOCUMENT FALSIFICAT: A 1042: Ego Ranimirus rex, Sancionis regis filius (...) Ego Ranimirus gracia Dei rex, iussi (...) tenensque culmen potestatis mee sub Dei iuvamine in Aragone, et in Suprarbi, et in Ripa Corça[8]
- DOCUMENT FALSIFICAT: 1044: Ego Ranimirus Dei gratia rex, Sancionis regis filius (...) Signum + regis Ranimiri[9]
- DOCUMENT FALSIFICAT: A 1063: Ranimirus gloriosus rex et Sancius filius[10]
- DOCUMENT FALSIFICAT: A 1063: Nos Ranimirus quamvis indignus rex Aragonum (...) Ego Ranimirus rex, hanc donacionem propria manu confirmo +. [11]

| Ramir I d'Aragó Casa d'Aragó del Llinatge de PamplonaNaixement: Aibar, 1000 Mort: Graus, 1063 | |                                  |
| Títols                                                                                        | |                                  |
| Precedit per: Sanç III de Pamplona (pare)                                                     | Ramir, fill del rei Sanç (Llista de reis d'Aragó) Aragó (1035–1063) Comtat de Ribagorça, Comtat de Sobrarb (1043-1063) | Succeït per: Sanç Ramires (fill) |
| Precedit per: Gonçal I de Ribagorça (germà)                                                   | Ramir, fill del rei Sanç (Llista de reis d'Aragó) Aragó (1035–1063) Comtat de Ribagorça, Comtat de Sobrarb (1043-1063) | Succeït per: Sanç Ramires (fill) |